# Aparat Proctora
Aparat Proctora – urządzenie wykorzystywane w próbie Proctora do badania wilgotności optymalnej. W Polsce badanie za pomocą aparatu Proctora przeprowadza się na podstawie Polskiej Normy budowlanej: PN-88/B-04481.